# Об’єднана гірничо-хімічна компанія
АТ "Об'єднана гірничо-хімічна компанія" (ОГХК), (UMCC Titanium) — компанія, що займається видобуванням та збагаченням концентратів титанових руд і є одним з найбільших у світі гірничих підприємств у цій галузі.
За результатами І півріччя 2018 року, ОГХК входила до 100 найбільших платників податків України.
З 2019 року перебуває в управлінні Фонду державного майна України.

## Історія
АТ "Об'єднана гірничо-хімічна компанія" утворено 2014 року. Компанія об'єднала потужності Вільногірського гірничо-металургійного комбінату в Дніпропетровській області та Іршанського гірничо-збагачувального комбінату в Житомирській області.
29 травня 2025 року Антимонопольний комітет України дозволив компанії ООО "Цемін Україна", яка входить до холдингу азербайджанського інвестора Neqsol, придбати ОГХК, з четвертої спроби вона пішла з молотка за понад 3,94 млрд грн.

## Структура
До ОГХК входять наступні відокремлені підрозділи:
- філія Вільногірський гірничо-металургійний комбінат;
- філія Іршанський гірничо-збагачувальний комбінат.

## Виробництво
На двох філіях ОГХК, Вільногірській та Іршанській, здійснюється видобуток і збагачувальне виробництво концентратів титанових руд.
Процедура їх отримання включає в себе – зняття поверхневого шару землі, розкривні роботи та видобуток продуктивного пласту рудних пісків, транспортування первинної сировини на фабрики для виконання наступних кроків: знешламлення, класифікації, гравітаційного збагачення, сушіння колективного концентрату. У ході виробництва на ОГХК застосовується найпотужніша техніка та спеціальні технології.
Розкривні роботи здійснюють роторними екскаваторами та екскаваторами з прямою лопатою. Для видобутку рудних пісків використовують крокуючі екскаватори, а для селективного виділення цінних мінералів з колективного концентрату і доведення моноконцентратів — методи електричної і електромагнітної сепарації.

### Філія «Вільногірський гірничо-металургійний комбінат» (ВГМК)
Провідний український комбінат з виробництва концентратів кольорових та рідкісних металів. Основним структурним підрозділом ВГМК є гірниче виробництво, за якого здійснюється відпрацювання родовища відкритим способом з подальшою рекультивацією земель; дезінтеграція; знешламлення розсипів, гравітаційне, електростатичне і магнітне збагачення.
Місто Вільногірськ засноване 12 серпня 1956. Початок його розбудови напряму пов'язаний зі стартом розробки родовища рідкісних металів, будівництвом і розвитком однойменного гірничо-металургійного комбінату.

### Філія «Іршанський гірничо-збагачувальний комбінат» (ІГЗК)
Провідний український комбінат з видобутку та збагачення титанових руд, спеціалізується на розробленні ільменітової руди. Видобуток сировини ІГЗК здійснюється на розсипних родовищах, що розташовані в радіусі від 6 до 21 км від смт Іршанськ. Технологія виробництва передбачає розкриття, видобуток і збагачення руди.
Саме смт Іршанськ розташоване у Володарсько-Волинському районі Житомирської області. Заснування селища датується 1960 роком, а його розвиток - напряму пов'язане з розбудовою головного промислового об'єкта місцевості, однойменного гірничо-збагачувального комбінату.

## Керівництво
- Перелигін Єгор Євгенович — перший заступник Голови правління;
- Каландадзе Дімітрі — заступник голови правління;
- Папенко Валерій Іванович — член правління;
- Захаренко Валерій Володимирович — член правління.